# NGC 5191
NGC 5191 (również PGC 47498) – galaktyka soczewkowata (S0), znajdująca się w gwiazdozbiorze Panny. Odkrył ją George Washington Hough 5 maja 1883 roku. Jest to galaktyka z aktywnym jądrem typu LINER.